# Andreas Nagel
Andreas Nagel (* 7. November 1964 in Hagen im Bremischen) ist ein ehemaliger deutscher Fußballspieler.

## Werdegang
Der Torhüter Andreas Nagel begann seine Karriere beim niedersächsischen Hagener SV in der Nähe von Bremen. Zwischen 1981 und 1983 absolvierte er 21 Juniorenländerspiele für Deutschland. Bei der erstmals ausgetragenen U-16 Europameisterschaft wurde Nagel mit der DFB-Auswahl Vize-Europameister. Das Finale am 7. Mai 1982 in Falcona Marittima gegen den Gastgeber Italien endete 0:1. Im Mai 1983 nahm er mit der deutschen Nationalmannschaft an der Endrunde zur U-18-Europameisterschaft in England teil. Er absolvierte alle drei Vorrundenspiele, konnte aber das vorzeitige Ausscheiden seiner Mannschaft nicht verhindern. Im Sommer 1983 wechselte Nagel zum Bundesligisten Bayer 04 Leverkusen, wo er allerdings zumeist hinter Rüdiger Vollborn rangierte. Sein erstes Bundesligaspiel absolvierte Nagel am 12. Oktober 1985 beim 1:1 der Leverkusener bei Borussia Dortmund. Im Sommer 1988 wechselte Nagel zu Hannover 96. Als Hannover bereits keine Chance mehr auf den Klassenerhalt hatte, wurde Nagel in den letzten vier Saisonspielen eingesetzt. In der folgenden Zweitligasaison kam Nagel erneut nur viermal zum Einsatz. 1991 wechselte Nagel zum FC Gütersloh, mit dem er 1995 und 1996 zweimal in Folge bis in die 2. Bundesliga aufstieg. Andreas Nagel absolvierte fünf Bundesliga- und vier Zweitligaspiele.

## Nach der Karriere
Nagel absolvierte während seiner Zeit in Leverkusen eine Ausbildung zum Industriekaufmann bei der Bayer AG. Nach seiner Spielerkarriere schloss er an der Fachhochschule Bielefeld ein Wirtschaftsstudium zum Diplom-Betriebswirt ab. Seit Mai 2002 ist Nagel bei der DFL Deutsche Fußball Liga GmbH in Frankfurt am Main beschäftigt und dort als Direktor Sport & Nachwuchs tätig.
Er engagiert sich seit 2010 ehrenamtlich für die DFL im Vorstand der Robert-Enke-Stiftung.